# زنوفان ۶۰۲۶
سیارک ۶۰۲۶ (به انگلیسی: 6026 Xenophanes، نامگذاری:1993BA8) شش هزار و بیست و ششمین سیارک کشف شده‌است که در ۲۳ ژانویه ۱۹۹۳ کشف شد.
قدر مطلق سیارک برابر ۱۲٫۶۰ است.